# Храм Гарні
Ґарні (вірм. Գառնի, [gařní]) — одна з найвідоміших старовинних фортець Вірменії. Ще з ранньої бронзової доби, оцінюючи цю природну неприступну скелясту височину на правому березі річки Азат, людина жила і будувала тут. У Ґарні знайдені останки типової для ранньої бронзової доби циклопичної фортечної стіни, круглі житла та робочі інструменти. Вірменські літописці будівництво фортеці Ґарні пов'язують з правнуком прародителя вірменського народу — Хайка — Гегамом, що, збудувавши фортецю, назвав її на честь свого онука — Ґарніка. В одному літописі XIV століття, який дійшов до нас, рік заснування фортеці вказаний 2166 р. до Р. Х. Однак перші достовірні відомості ми дізнаємося зі знайденої у 1963 р. поблизу храму урартського клинопису на стелі-вішапакарі (камінь дракона), зробленої царем Урарту Аргішті I (781-760 рр. до н. е.). В ньому розповідається:
Халдовою величчю Аргішті каже: завоював я країну Гіарніані країну правителя Сілуні. З ворожих гір коли я повернувся, чоловіків та жінок я викрав.
З цього клинопису стає зрозуміло, що країна та фортеця «Гіарніані» існували ще у доурартський період. Про це свідчить також і стела-вішапакар, на якій зроблений напис. Ці стели були пов'язані з культом води, розповсюдженим на території Гегамських гір у доурартський період. Зараз цю стелу можна побачити справа від храму, знизу, на невеликому майданчику. Наступні достовірні відомості про Ґарні пише римський історик I століття Корнелій Тацит, який описує, як 51 р. в боротьбі за вірменський престол син царя Іберії Фарасмана — Радоміст, не зумів взяти фортецю Ґарні, викликає на переговори свого дядька, який переховувався — вірменського царя Мітрідата, наперед поклявшись не вбивати його ані мечем, ані отрутою. Однак душить його під килимами біля входу у фортецю. З цієї історії стає відомо, що вже у I столітті від Р. Х. Ґарні був неприступною фортецею.
59 р. під час походу на Вірменію, Корбулон разом зі столицею Арташатом зруйнував також літню резиденцію вірменських царів — фортецю Ґарні. У 76 р. фортецю перебудував засновник вірменської лінії царської династії Аршакидів Тірідат I (63—68). Про це свідчить знайдений у 1945 р. відомим вірменським живописцем М. Сарьяном камінь з написом давньогрецькою мовою. Вже у IV столітті Ґарні згадується як село — резиденція єпископа, а в іноземних літописцях пізнішого періоду — як місто.

## Галерея

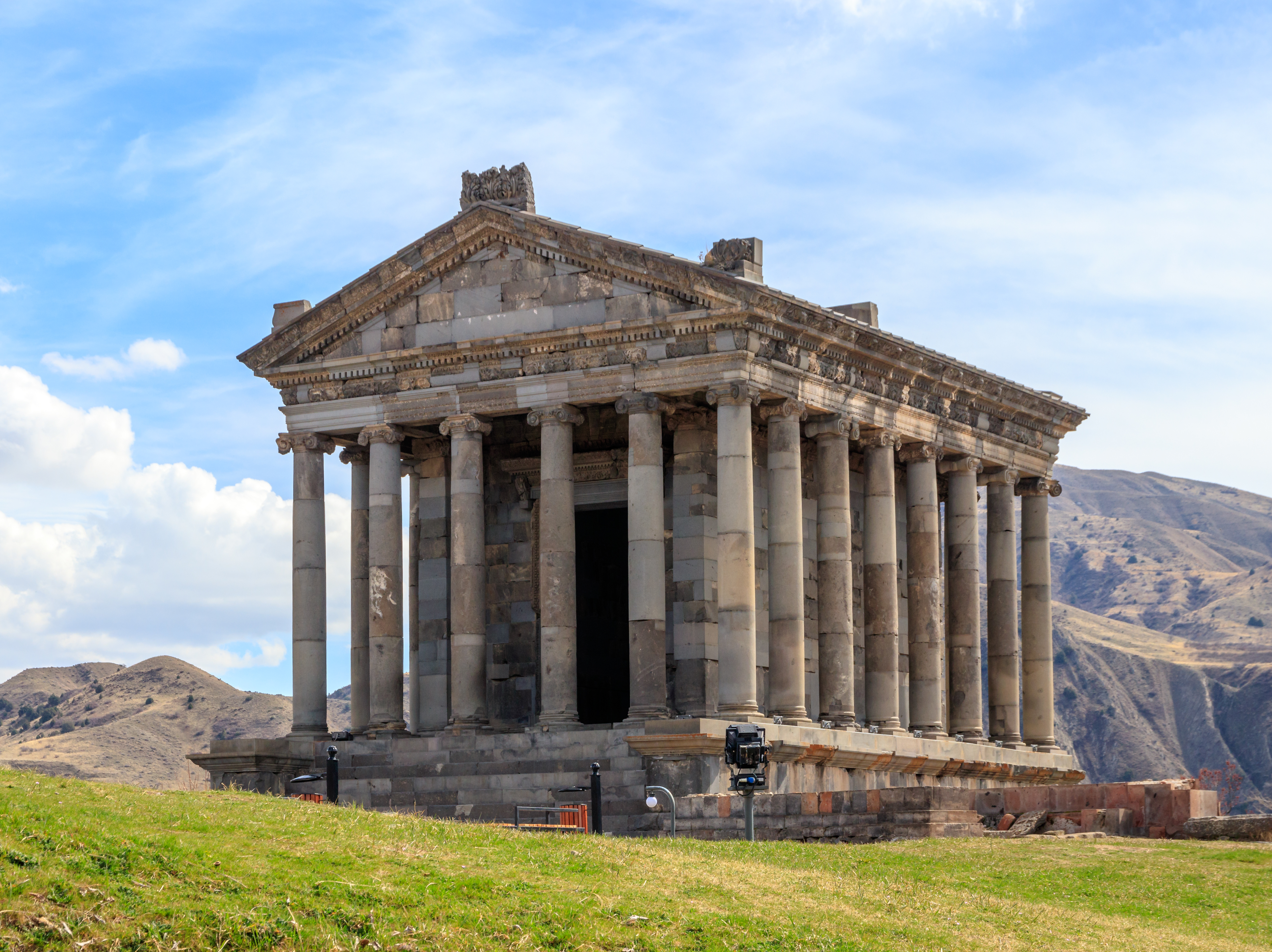
Язичницький храм Гарні, імовірно збудований у 1 столітті — єдина греко-римська будівля з колонадою у Вірменії та СРСР
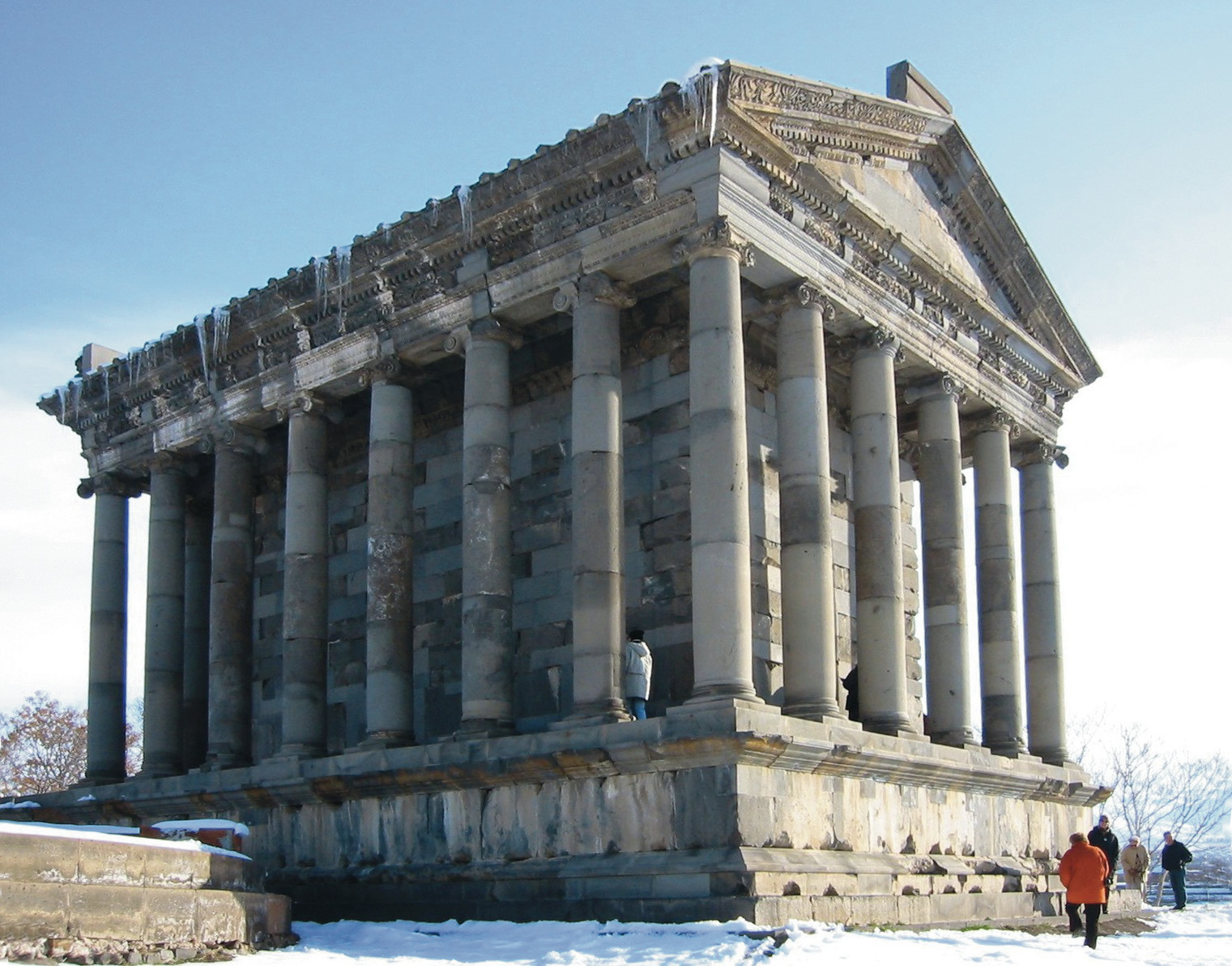
Язичницький храм Гарні
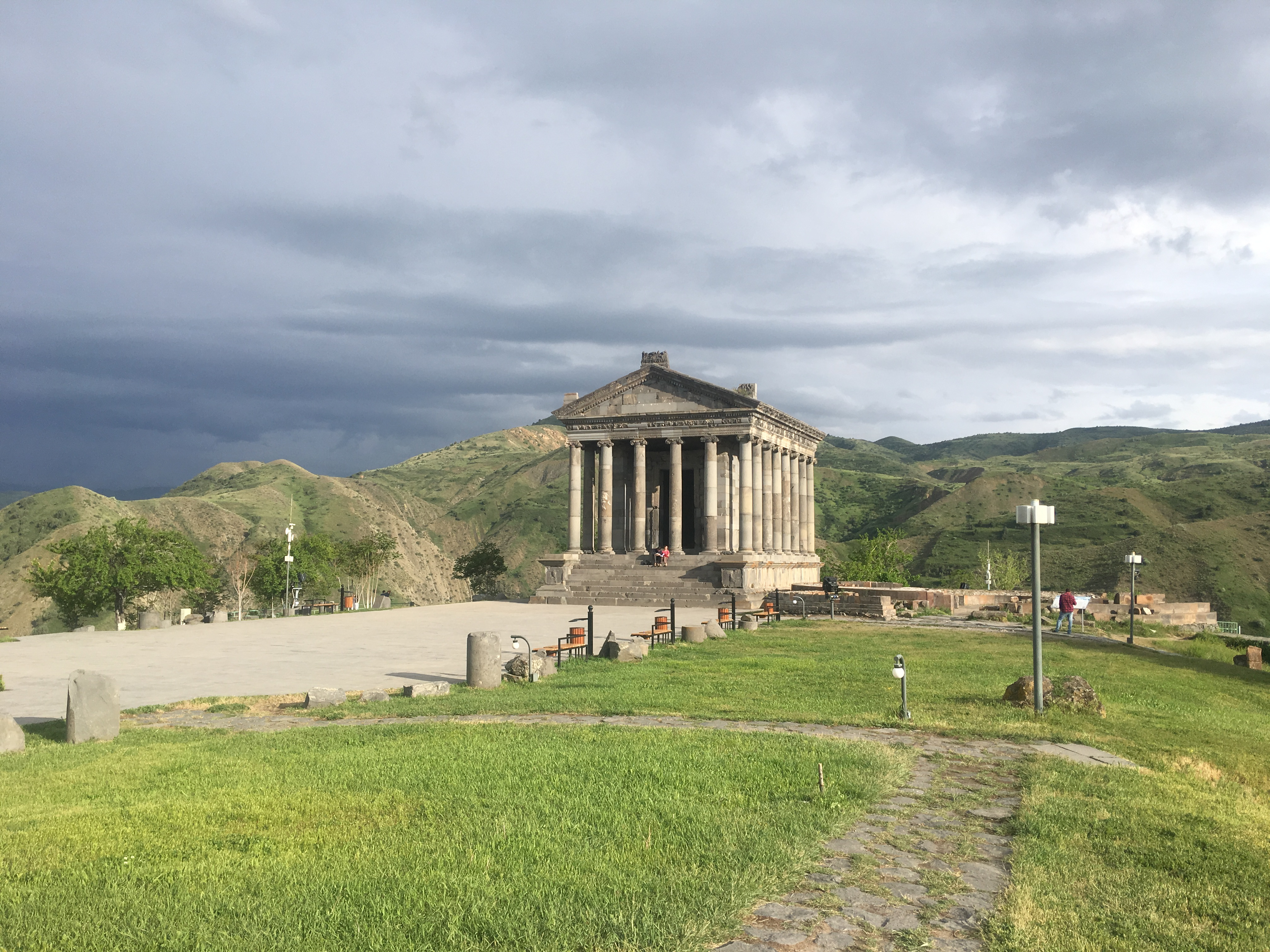
На фоні гір
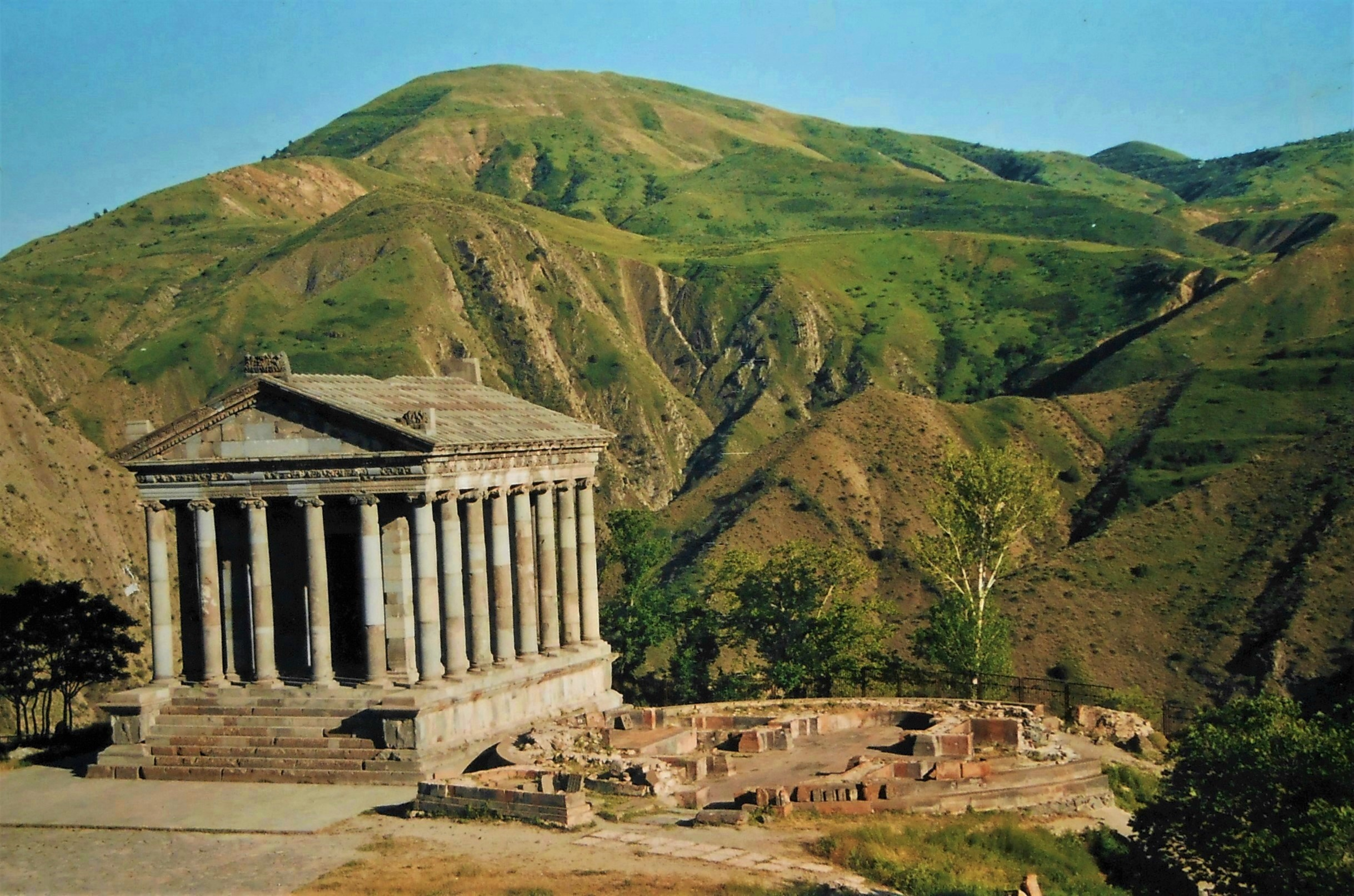
На фоні гір
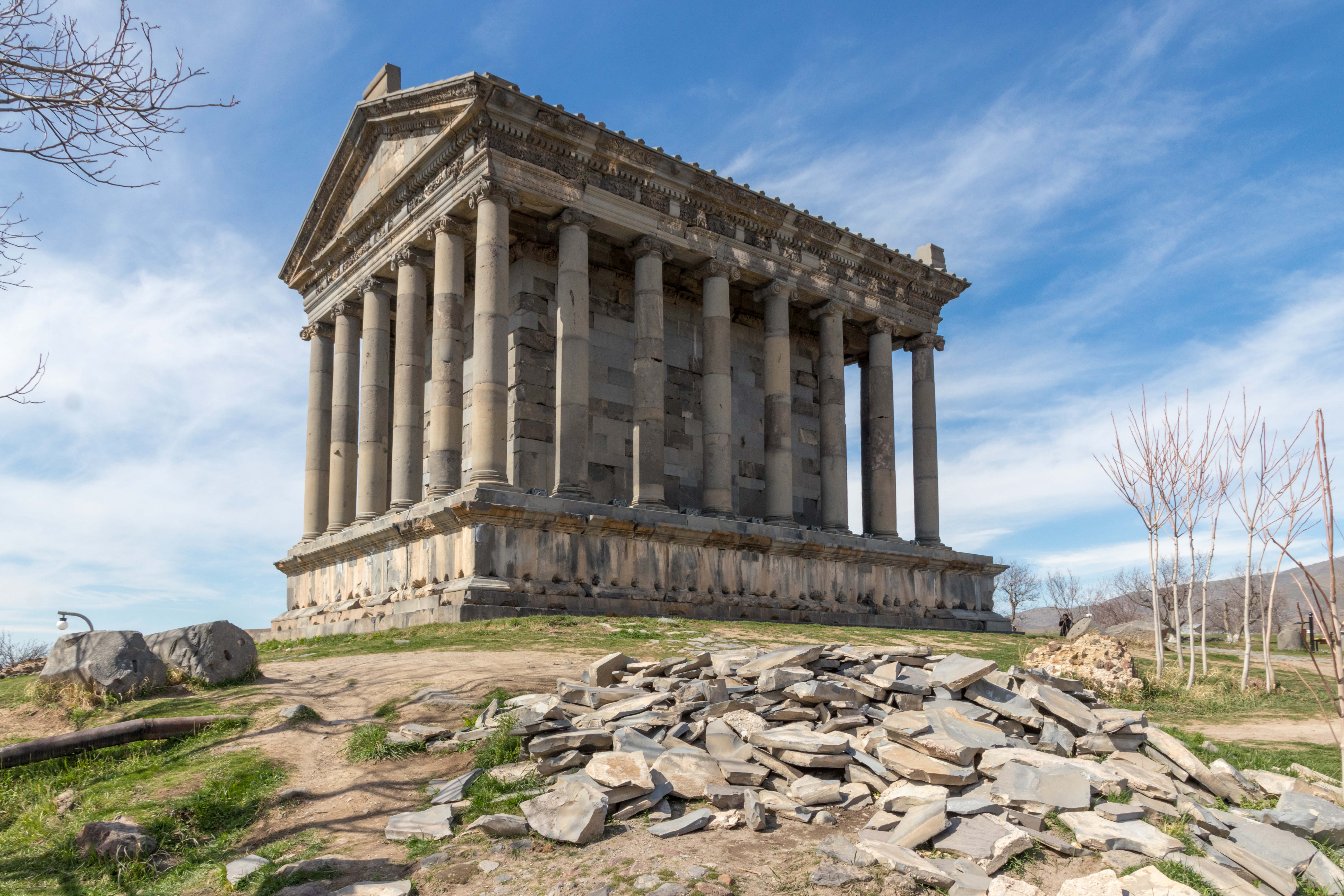
На фоні гір
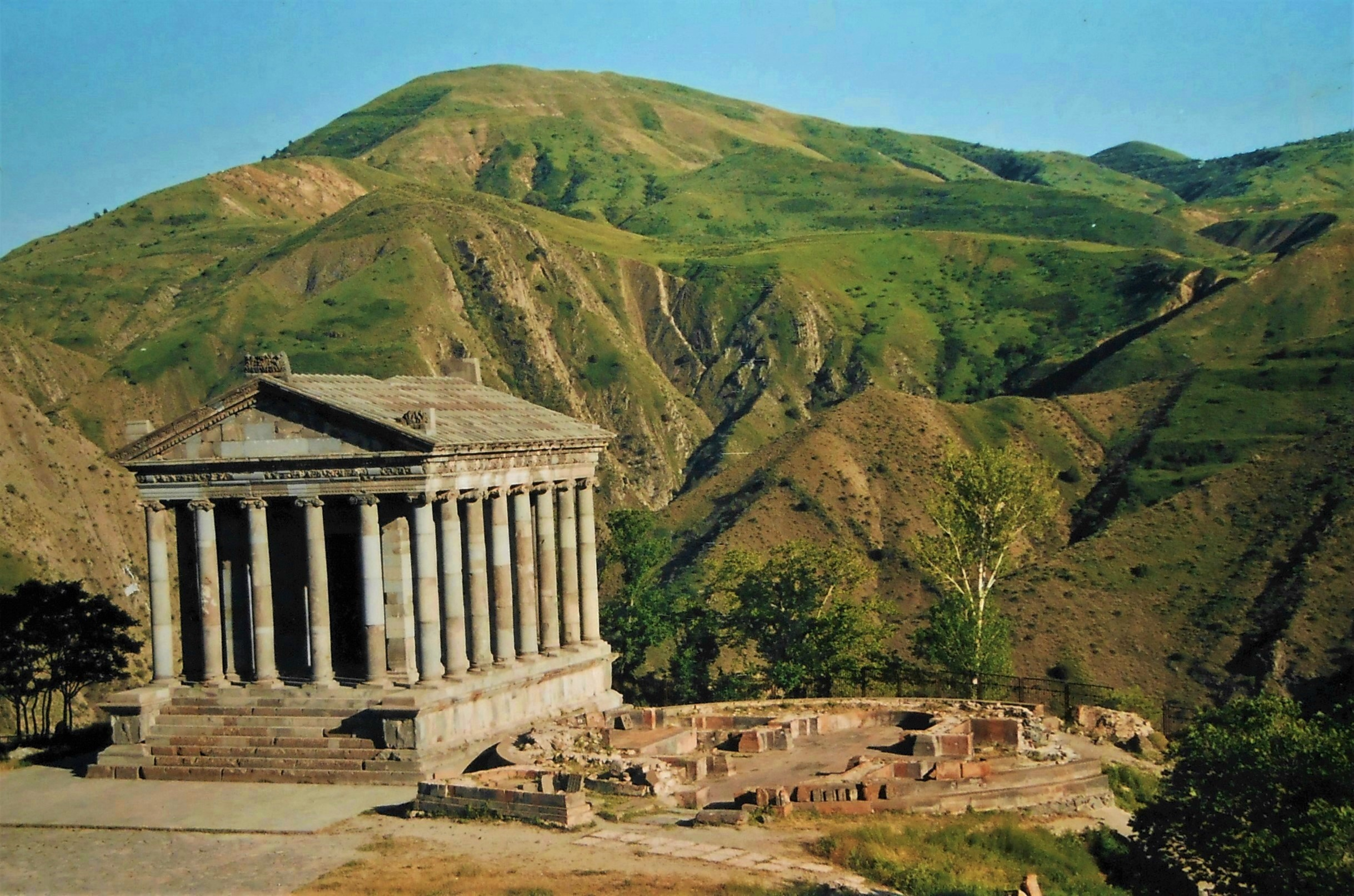
На фоні гір
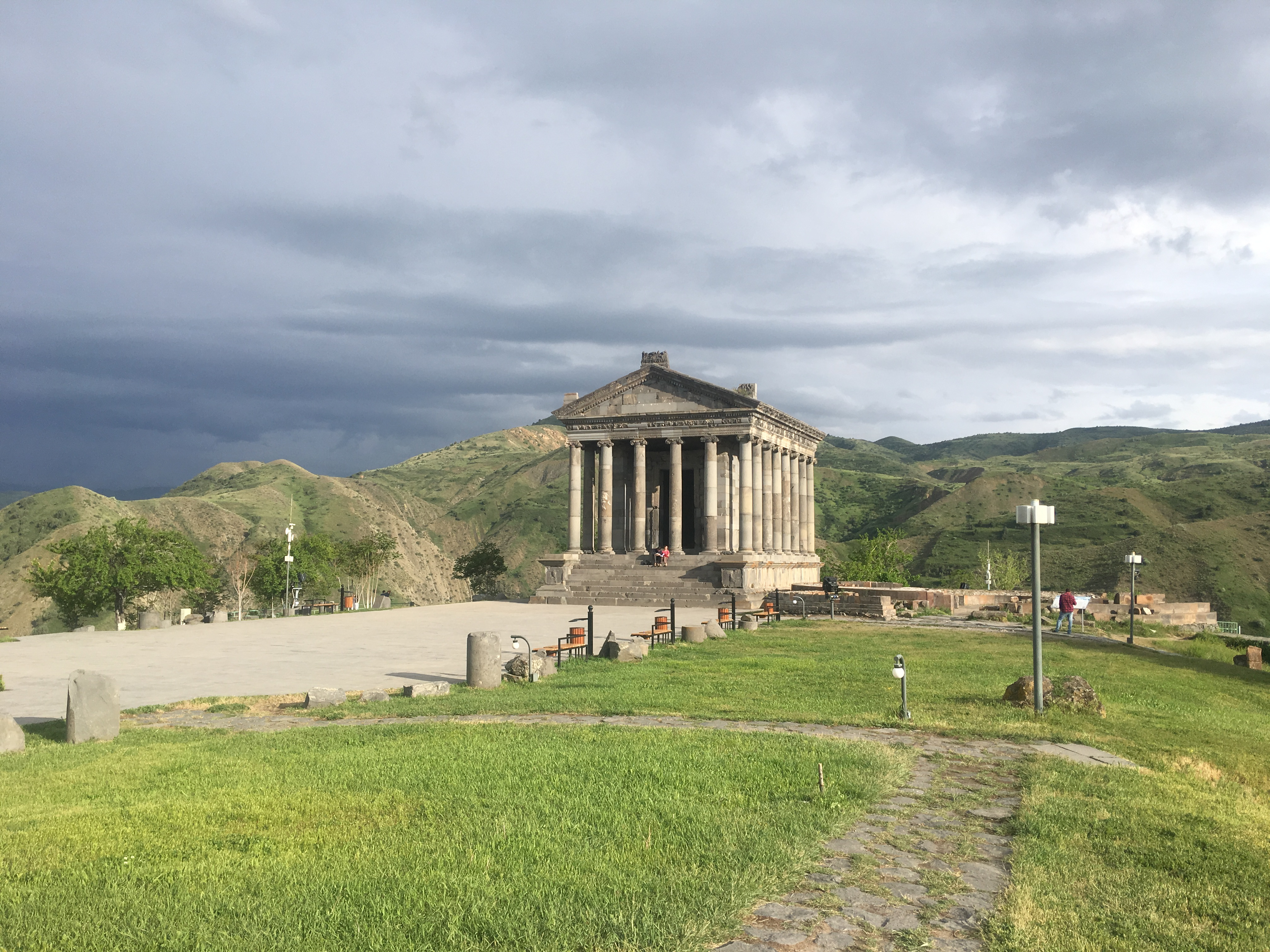
На фоні гір
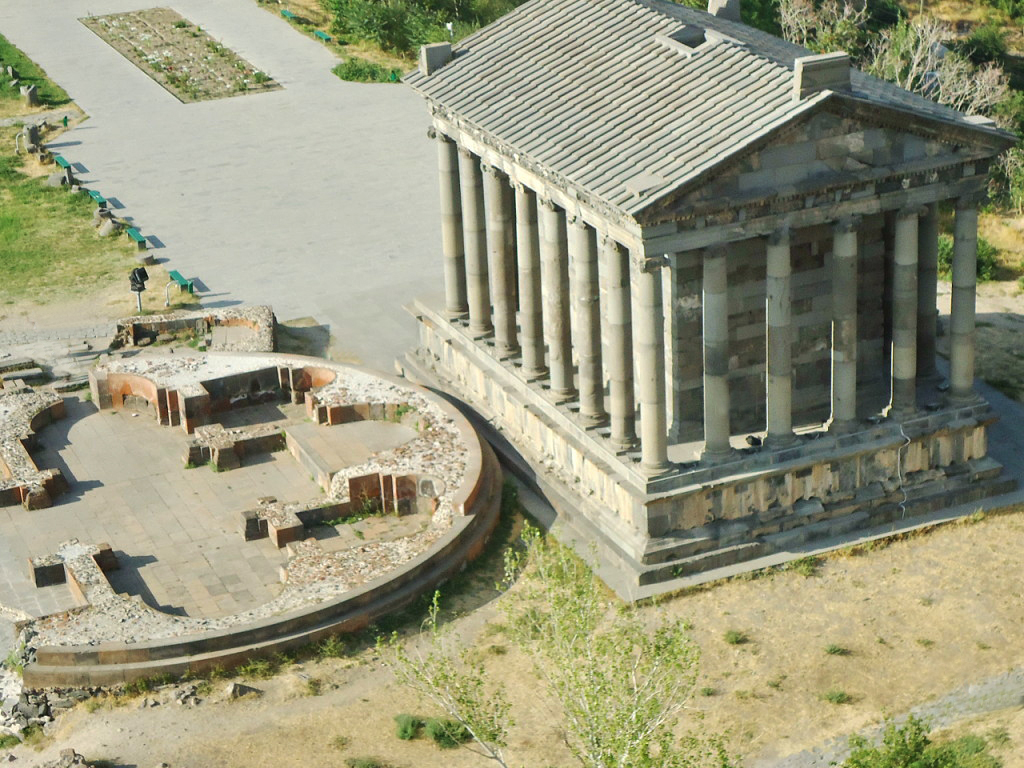
Вид згори
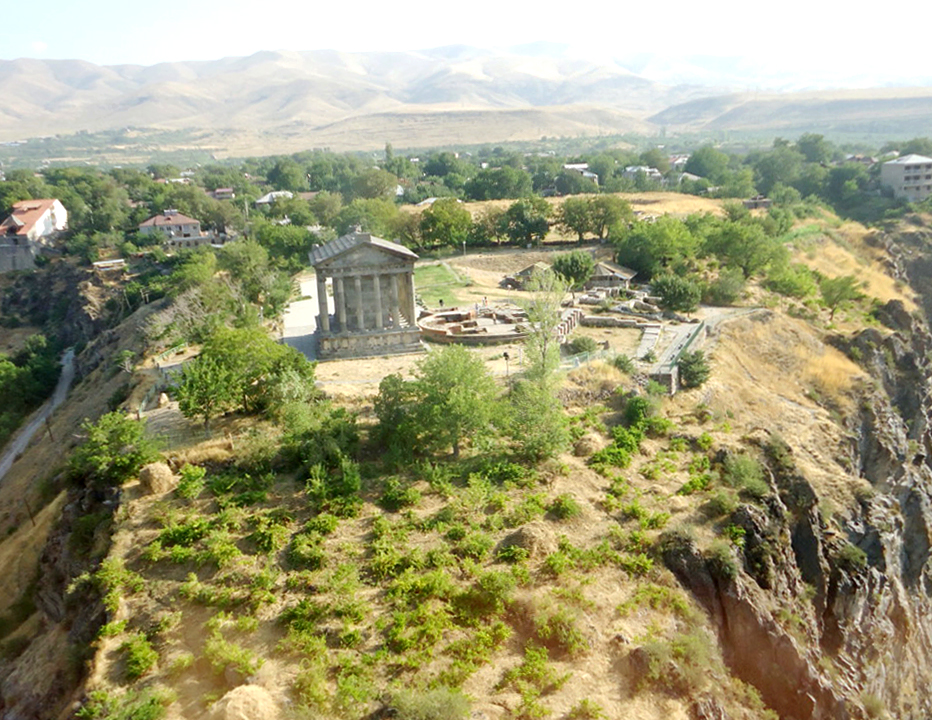
Вид з висоти пташиного польоту
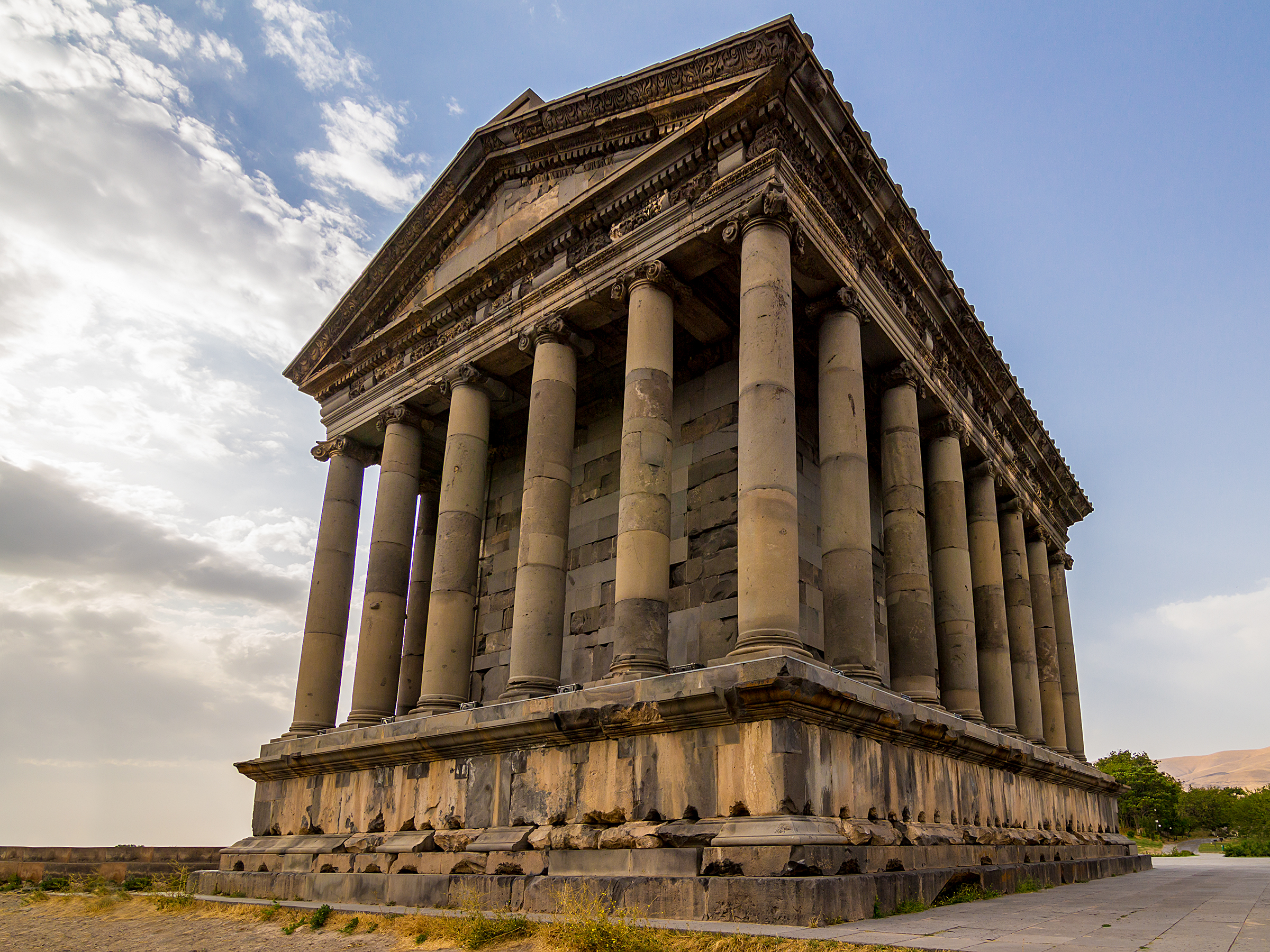
Задня частина храму
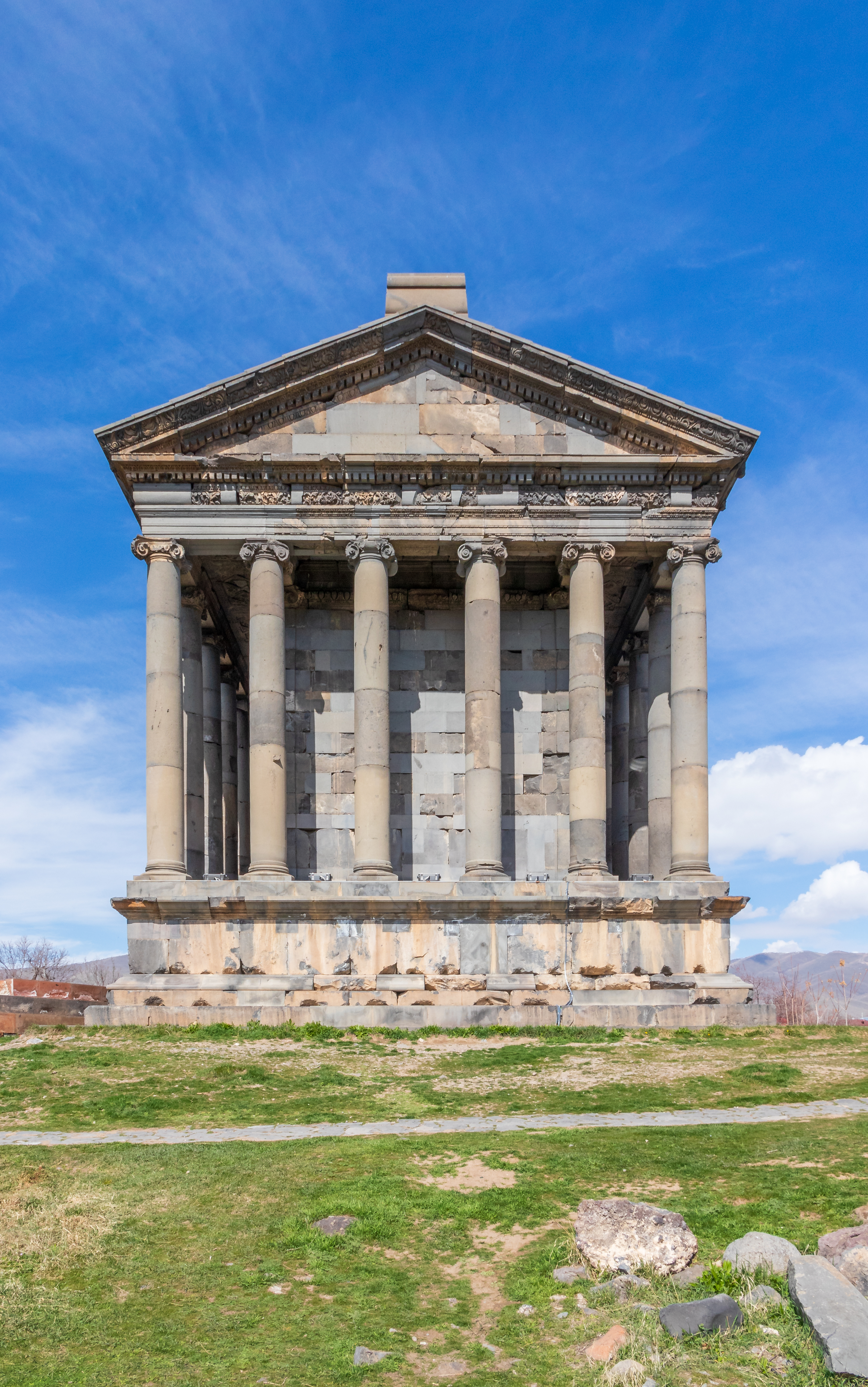
Задня частина храму
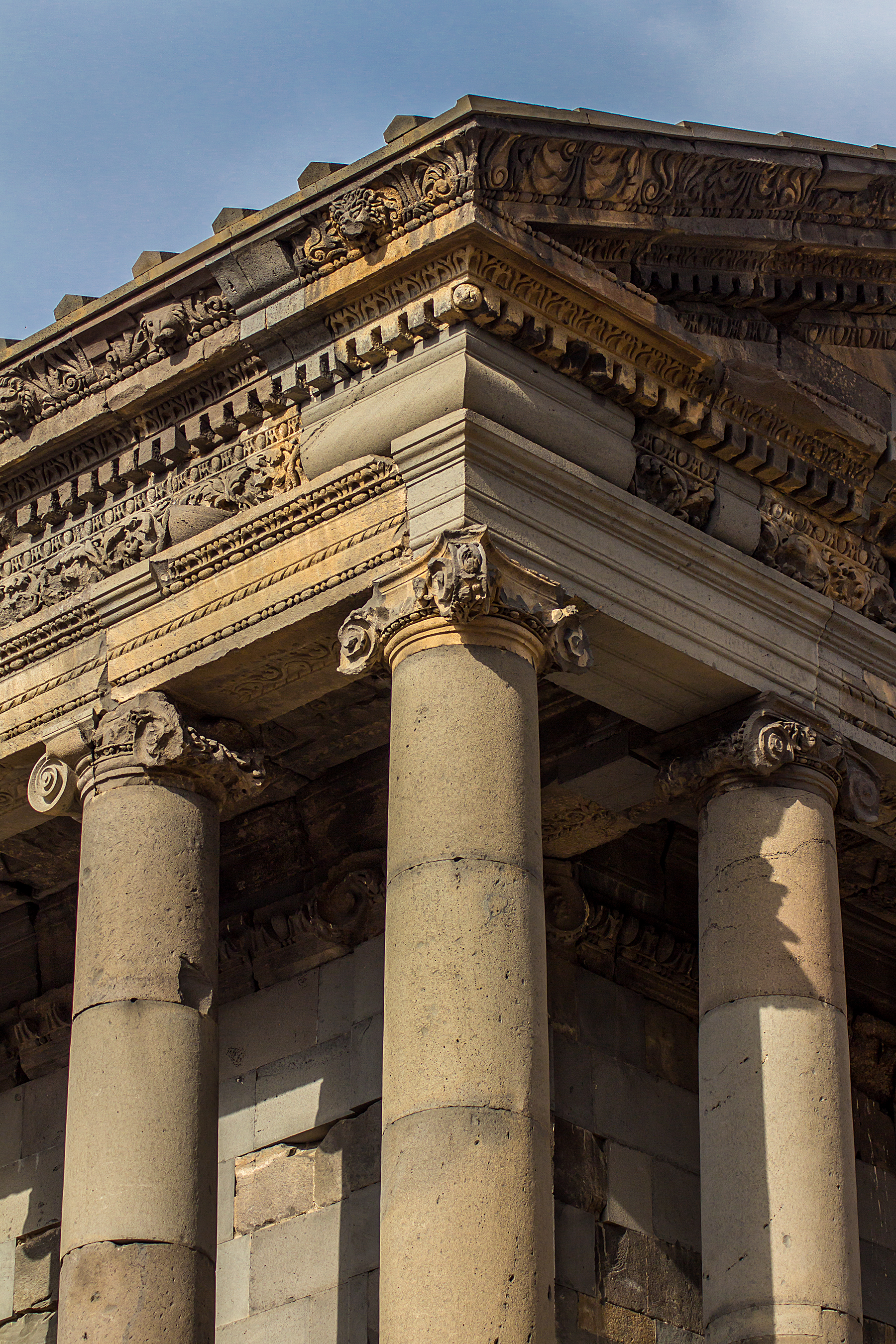
Детальніша фотографія верхньої частини храму
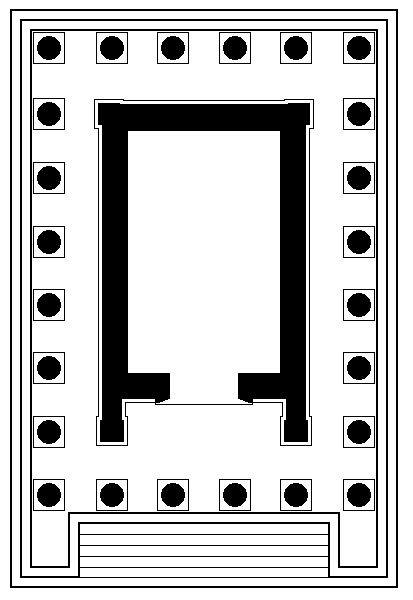
План-схема
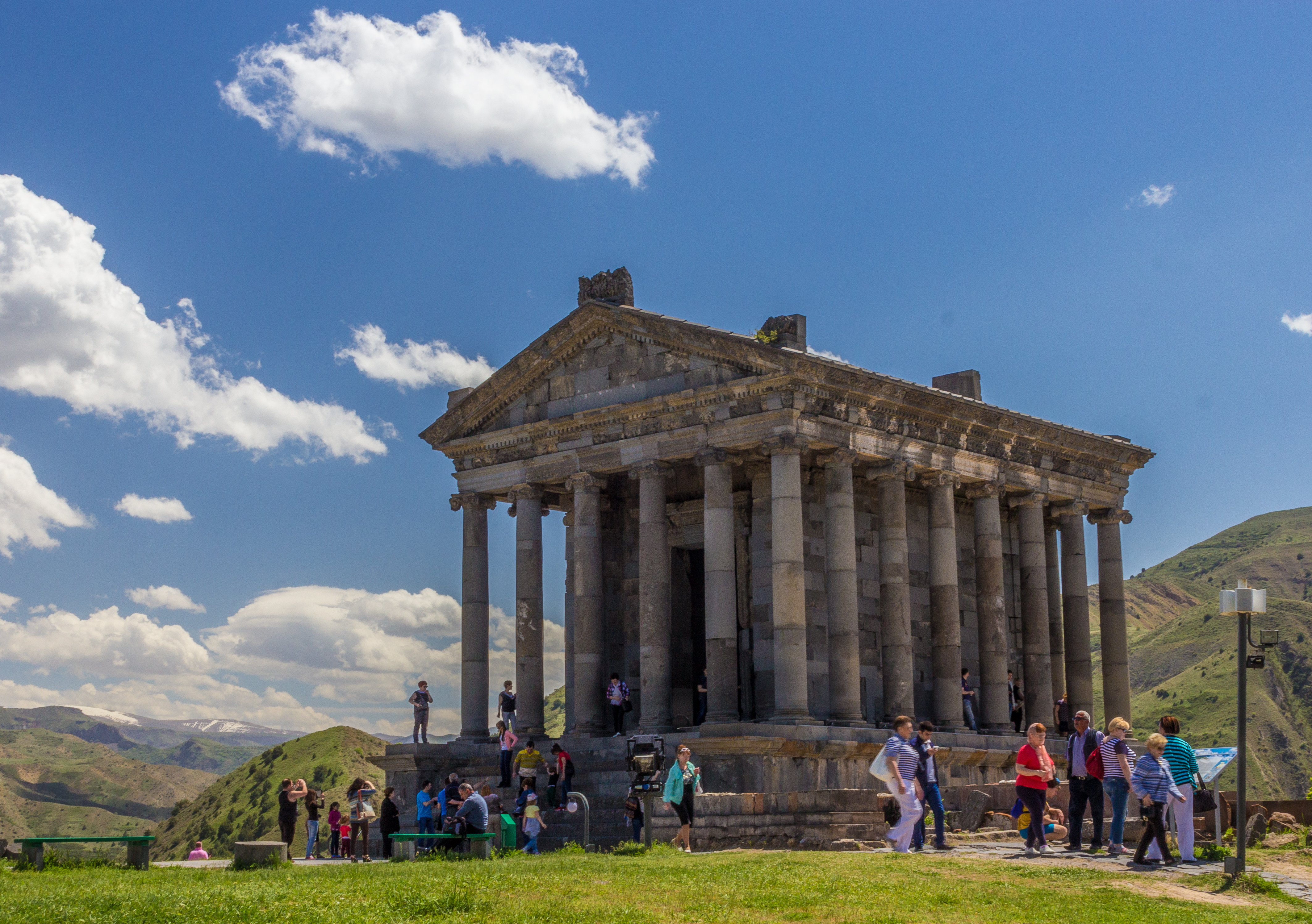
Пам'ятка користується значною популярністю серед туристів
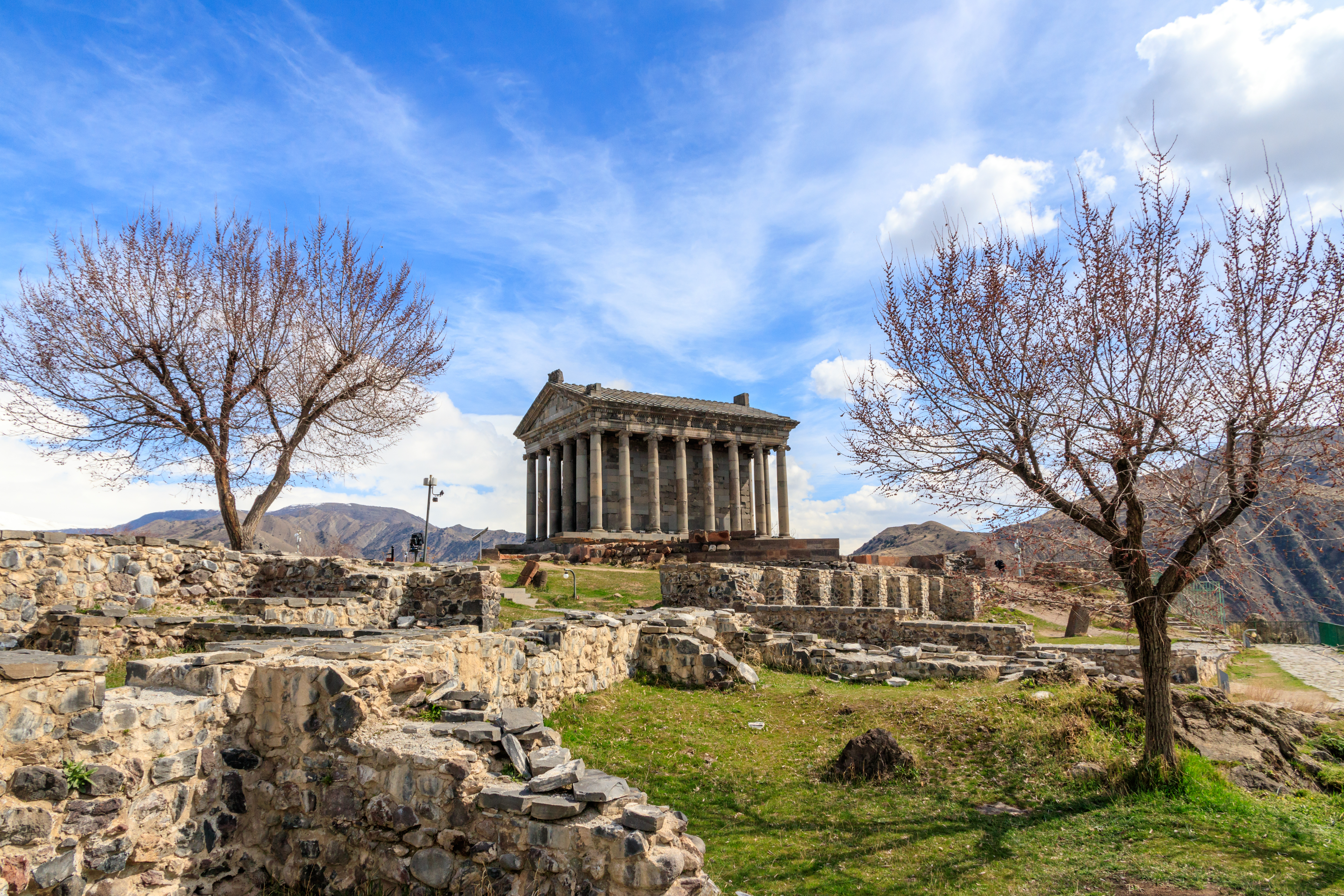
Храм ранньою весною
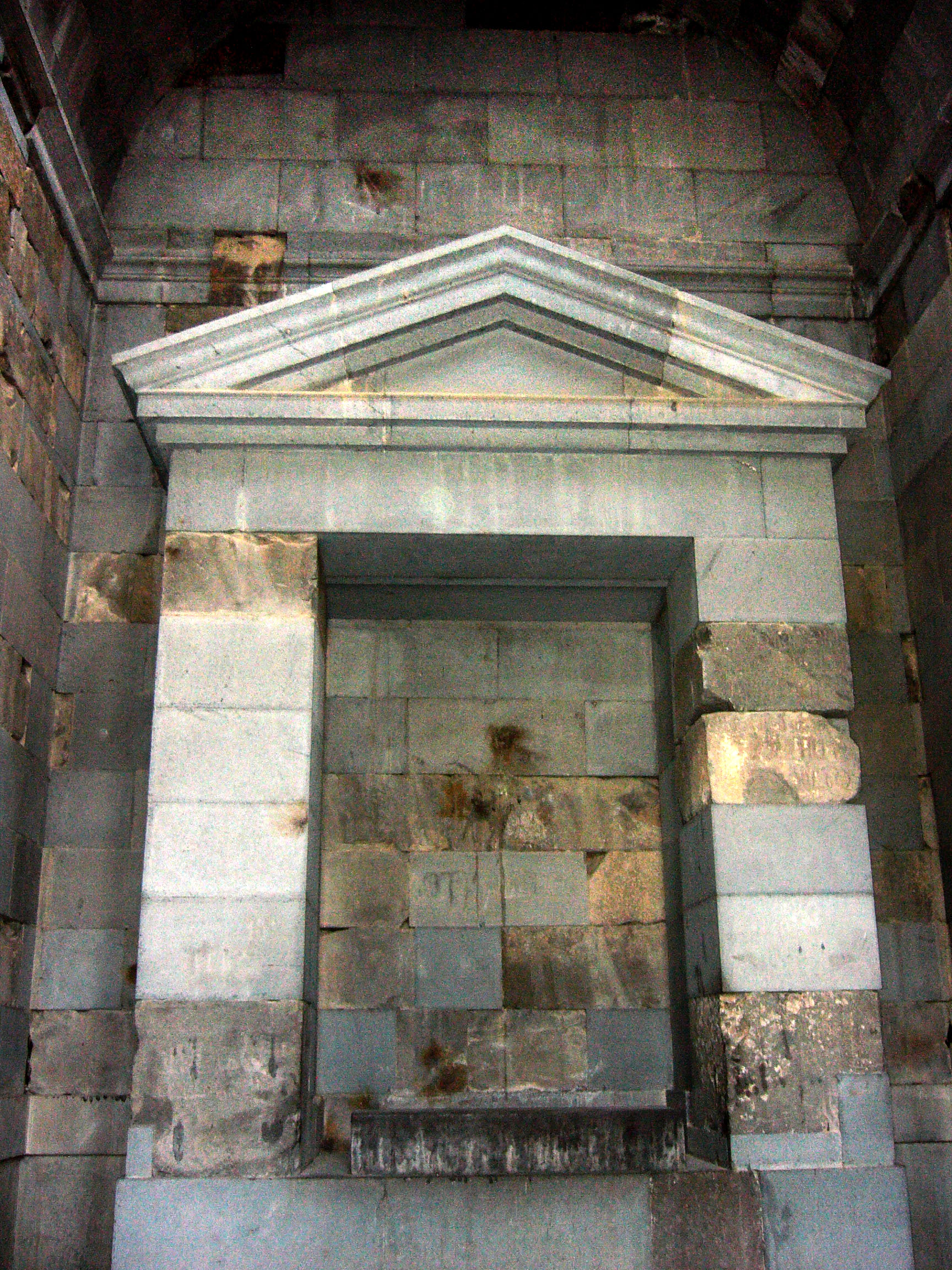
Всередині храму
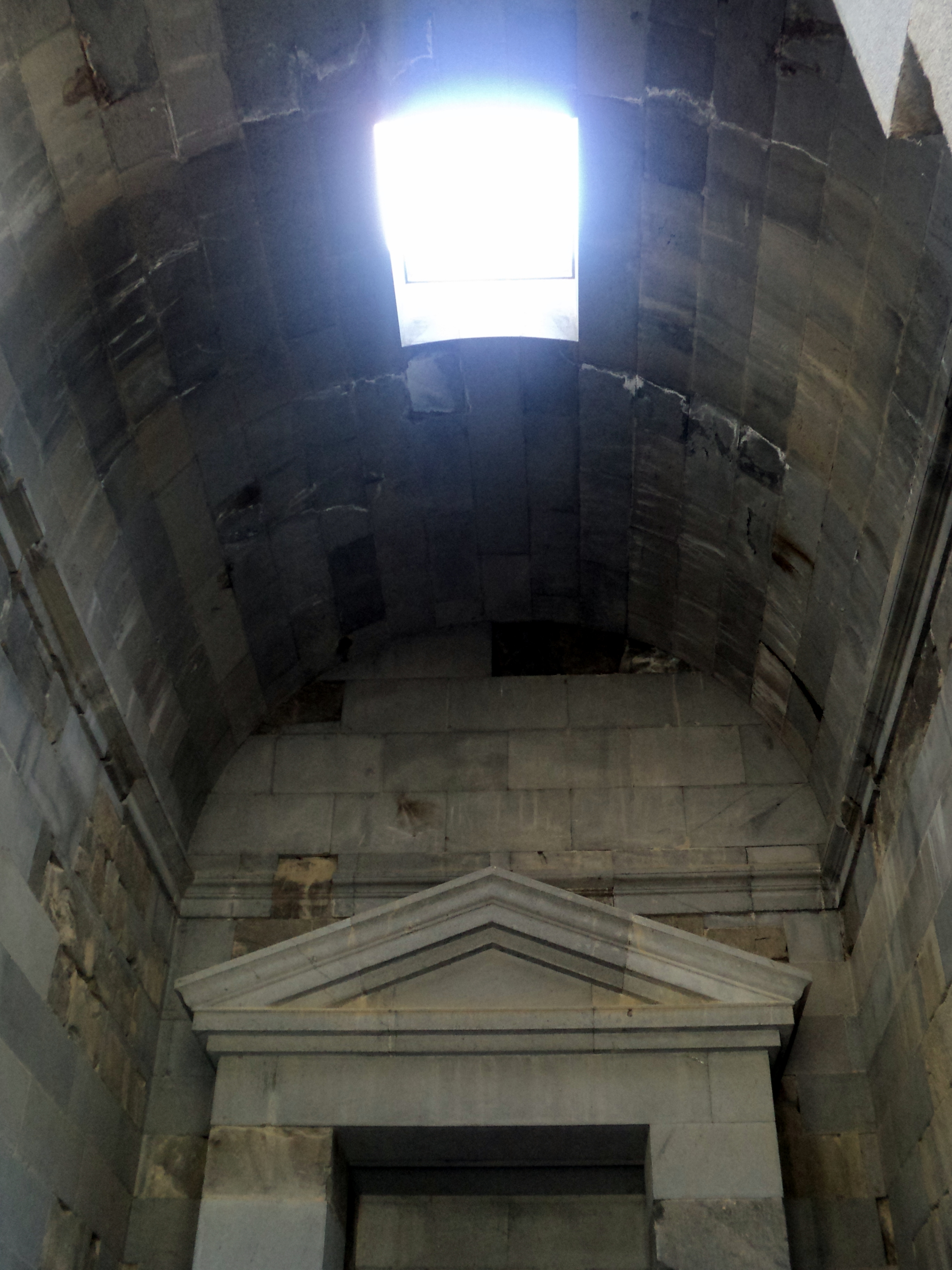
Отвір в даху
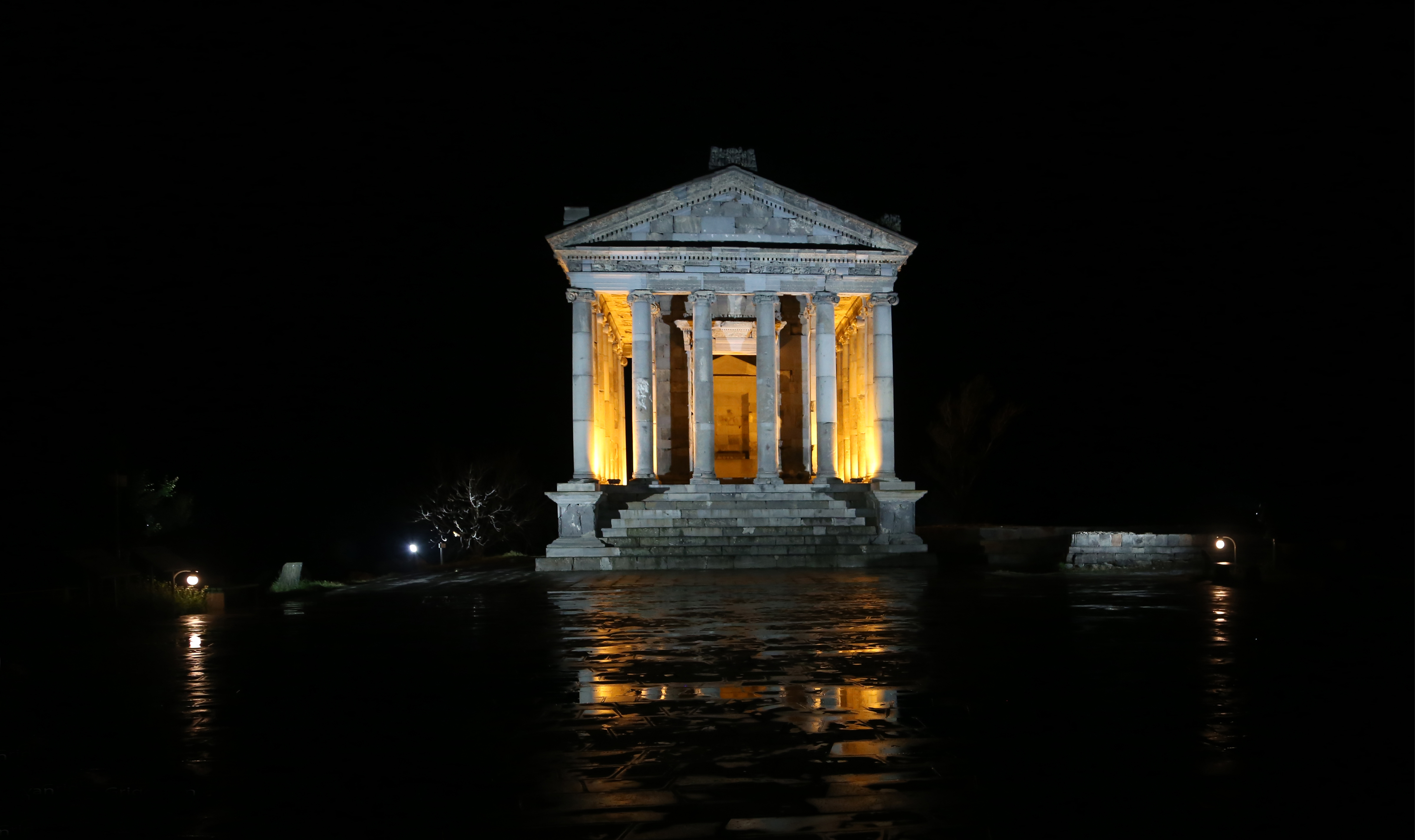
Вночі